# Championnat du monde féminin de rink hockey 2004
Navigation
Championnat du monde féminin 2002 Championnat du monde féminin 2006
La septième édition des championnats du monde de rink hockey féminin s'est déroulée entre le 19 et le 25 septembre 2004, à Wuppertal, en Allemagne.
À cette occasion, l'Argentine remporte sa troisième couronne mondiale dans cette catégorie, en battant le Brésil en finale, sur le score de 3-1.

## Participants
Les 16 équipes engagées sont réparties dans quatre groupes.
| Groupe A - Argentine - Australie - Japon | Groupe B - Angleterre - Brésil - Chili - États-Unis | Groupe C - Allemagne - Espagne - Inde - Mexique | Groupe D - Colombie - Égypte - France - Portugal |

## Déroulement
La compétition est divisée en deux phases :
- La phase qualificative : à l'intérieur de chaque groupe, chaque équipe se rencontre une fois. Une victoire ramène trois points, un match nul un seul point et une défaite aucun point. Un classement par groupe est établi, utilisé pour le déroulement de la phase finale.
- La phase finale est divisée en deux tournois :
  - Les matchs de classement pour les places 9 à 15 :
  - Le tableau final : Les deux meilleures équipes de chaque groupe sont qualifiées pour les quarts de finale à élimination directe. Les perdants des quarts de finale se retrouvent dans un mini tournoi à élimination directe pour décider des places 5 à 8.

## Phase qualificative

### Groupe A
| Rang | Équipe    | Pts | J | G | N | P | Bp | Bc | Diff |  | Résultats |  |     |      |
| ---- | --------- | --- | - | - | - | - | -- | -- | ---- |  | --------- |  | --- | ---- |
| 1    | Argentine | 6   | 3 | 2 | 0 | 0 | 21 | 2  | +19  |  | Argentine |  | 9-1 | 12-1 |
| 2    | Japon     | 3   | 3 | 1 | 0 | 1 | 4  | 10 | -6   |  | Japon     |  |     | 3-1  |
| 3    | Australie | 0   | 3 | 0 | 0 | 2 | 2  | 15 | -13  |  | Australie |  |     |      |

### Groupe B
| Rang | Équipe     | Pts | J | G | N | P | Bp | Bc | Diff |  | Résultats  |  |     |     |     |
| ---- | ---------- | --- | - | - | - | - | -- | -- | ---- |  | ---------- |  | --- | --- | --- |
| 1    | Brésil     | 9   | 3 | 3 | 0 | 0 | 18 | 2  | +16  |  | Brésil     |  | 7-0 | 6-1 | 5-1 |
| 2    | États-Unis | 4   | 3 | 1 | 1 | 1 | 8  | 13 | -5   |  | États-Unis |  |     | 5-3 | 3-3 |
| 3    | Angleterre | 3   | 3 | 1 | 0 | 2 | 8  | 14 | -6   |  | Angleterre |  |     |     | 4-3 |
| 4    | Chili      | 1   | 3 | 0 | 1 | 2 | 7  | 12 | -5   |  | Chili      |  |     |     |     |

### Groupe C
| Rang | Équipe    | Pts | J | G | N | P | Bp | Bc | Diff |  | Résultats |  |     |     |      |
| ---- | --------- | --- | - | - | - | - | -- | -- | ---- |  | --------- |  | --- | --- | ---- |
| 1    | Espagne   | 9   | 3 | 3 | 0 | 0 | 17 | 1  | +16  |  | Espagne   |  | 2-1 | 3-0 | 12-0 |
| 2    | Allemagne | 6   | 3 | 2 | 0 | 1 | 32 | 5  | +27  |  | Allemagne |  |     | 9-2 | 22-1 |
| 3    | Mexique   | 3   | 3 | 1 | 0 | 2 | 8  | 12 | -4   |  | Mexique   |  |     |     | 6-0  |
| 4    | Inde      | 0   | 3 | 0 | 0 | 3 | 1  | 40 | -39  |  | Inde      |  |     |     |      |

### Groupe D
| Rang | Équipe   | Pts | J | G | N | P | Bp | Bc | Diff |  | Résultats |  |     |     |      |
| ---- | -------- | --- | - | - | - | - | -- | -- | ---- |  | --------- |  | --- | --- | ---- |
| 1    | Portugal | 6   | 3 | 2 | 0 | 1 | 36 | 3  | +33  |  | Portugal  |  | 2-3 | 5-0 | 29-0 |
| 2    | France   | 6   | 3 | 2 | 0 | 1 | 17 | 6  | +11  |  | France    |  |     | 3-4 | 11-0 |
| 3    | Colombie | 6   | 3 | 2 | 0 | 1 | 13 | 11 | +2   |  | Colombie  |  |     |     | 9-3  |
| 4    | Égypte   | 0   | 3 | 0 | 0 | 3 | 3  | 49 | -46  |  | Égypte    |  |     |     |      |

## Phase finale

### Classement pour les places 1 à 8
|  | Quarts de finale | Quarts de finale | Quarts de finale | Quarts de finale |           |           | Demi-finales | Demi-finales | Demi-finales                  | Demi-finales                  |                               |                               | Finale | Finale | Finale | Finale |
|  |                  |                  |                  |                  |           |           |              |              |                               |                               |                               |                               |        |        |        |        |
|  |                  |                  |                  |                  |           |           |              |              |                               |                               |                               |                               |        |        |        |        |
|  |                  |                  |                  |                  |           |           |              |              |                               |                               |                               |                               |        |        |        |        |
|  | Argentine        | Argentine        | 3                | 3                |           |           |              |              |                               |                               |                               |                               |        |        |        |        |
|  | Argentine        | Argentine        | 3                | 3                |           |           |              |              |                               |                               |                               |                               |        |        |        |        |
|  | États-Unis       | États-Unis       | 2                | 2                |           |           |              |              |                               |                               |                               |                               |        |        |        |        |
|  | États-Unis       | États-Unis       | 2                | 2                | Argentine | Argentine | 4            | 4            |                               |                               |                               |                               |        |        |        |        |
|  |                  |                  |                  |                  | Argentine | Argentine | 4            | 4            |                               |                               |                               |                               |        |        |        |        |
|  |                  |                  | Espagne          | Espagne          | 3         | 3         |              |              |                               |                               |                               |                               |        |        |        |        |
|  | Espagne          | Espagne          | Espagne          | Espagne          | 3         | 3         | 4            | 4            |                               |                               |                               |                               |        |        |        |        |
|  | Espagne          | Espagne          |                  |                  |           |           |              | 4            |                               |                               |                               |                               |        |        |        |        |
|  | France           | France           | 0                | 0                |           |           |              |              |                               |                               |                               |                               |        |        |        |        |
|  | France           | France           | 0                | 0                | Argentine | Argentine | 3            | 3            |                               |                               |                               |                               |        |        |        |        |
|  |                  |                  |                  |                  | Argentine | Argentine | 3            | 3            |                               |                               |                               |                               |        |        |        |        |
|  |                  |                  | Brésil           | Brésil           | 1         | 1         |              |              |                               |                               |                               |                               |        |        |        |        |
|  | Japon            | Japon            | Brésil           | Brésil           | 1         | 1         | 1            | 1            |                               |                               |                               |                               |        |        |        |        |
|  | Japon            | Japon            |                  |                  |           |           |              |              |                               |                               |                               |                               |        |        |        |        |
|  | Brésil           | Brésil           | 5                | 5                |           |           |              |              |                               |                               |                               |                               |        |        |        |        |
|  | Brésil           | Brésil           | 5                | 5                | Brésil    | Brésil    | 4            | 4            | Match pour la troisième place | Match pour la troisième place | Match pour la troisième place | Match pour la troisième place |        |        |        |        |
|  |                  |                  |                  |                  | Brésil    | Brésil    | 4            | 4            | Match pour la troisième place | Match pour la troisième place | Match pour la troisième place | Match pour la troisième place |        |        |        |        |
|  |                  |                  | Portugal         | Portugal         | 3         | 3         |              |              |                               |                               |                               |                               |        |        |        |        |
|  | Portugal         | Portugal         | Portugal         | Portugal         | 3         | 3         | 1            | 1            |                               |                               |                               |                               |        |        |        |        |
|  | Portugal         | Portugal         |                  |                  |           |           |              | 1            |                               |                               | Espagne                       | Espagne                       | 4      | 4      |        |        |
|  | Allemagne        | Allemagne        | 0                | 0                |           |           |              |              |                               |                               | Espagne                       | Espagne                       | 4      | 4      |        |        |
|  | Allemagne        | Allemagne        | 0                | 0                | Portugal  | Portugal  | 3            | 3            |                               |                               |                               |                               |        |        |        |        |
|  |                  |                  |                  |                  |           |           |              |              |                               |                               |                               |                               |        |        |        |        |

Match pour la troisième place
| Équipe 1 | Score | Équipe 2 |
| -------- | ----- | -------- |
| Espagne  | 4-3   | Portugal |

(Score après tirs au but)
|  | Match pour les places 5 à 8 | Match pour les places 5 à 8 |                        |   | Match pour la 5e place | Match pour la 5e place |
|  | Match pour les places 5 à 8 | Match pour les places 5 à 8 |                        |   | Match pour la 5e place | Match pour la 5e place |
|  |                             |                             |                        |   |                        |                        |
|  |                             |                             |                        |   |                        |                        |
|  |                             |                             |                        |   |                        |                        |
|  | États-Unis                  | 1                           |                        |   |                        |                        |
|  | États-Unis                  | 1                           |                        |   |                        |                        |
|  | France                      | 6                           |                        |   |                        |                        |
|  | France                      | 6                           | France                 | 5 |                        |                        |
|  |                             |                             | France                 | 5 |                        |                        |
|  |                             | Allemagne                   | 4                      |   |                        |                        |
|  | Japon                       | Allemagne                   | 4                      | 1 |                        |                        |
|  | Japon                       |                             |                        | 1 |                        |                        |
|  | Allemagne                   | 4                           |                        |   |                        |                        |
|  | Allemagne                   | 4                           | Match pour la 7e place |   |                        |                        |
|  |                             |                             |                        |   |                        |                        |
|  |                             |                             |                        |   |                        |                        |
|  |                             |                             |                        |   |                        |                        |
|  | États-Unis                  | 1                           |                        |   |                        |                        |
|  | États-Unis                  | 1                           |                        |   |                        |                        |
|  | Japon                       | 2                           |                        |   |                        |                        |
|  | Japon                       | 2                           |                        |   |                        |                        |

## Classement final
| #                  | Équipe     |
| ------------------ | ---------- |
| Médaille d'or      | Argentine  |
| Médaille d'argent  | Brésil     |
| Médaille de bronze | Espagne    |
| 4                  | Portugal   |
| 5                  | France     |
| 6                  | Allemagne  |
| 7                  | Japon      |
| 8                  | États-Unis |
| 9                  | Angleterre |
| 10                 | Chili      |
| 11                 | Colombie   |
| 12                 | Mexique    |
| 13                 | Australie  |
| 14                 | Inde       |
| 15                 | Égypte     |